# Luis Mariano Ospina Pérez
Luis Mariano Ospina Pérez (ur. 24 listopada 1891 w Medellín, zm. 14 kwietnia 1976 w Bogocie) – kolumbijski inżynier oraz polityk, członek Kolumbijskiej Partii Konserwatywnej.
Prezydentem Kolumbii w latach 1946–1950. Był członkiem Phi lota Alpha. Jego prywatnym sekretarzem był Antonio Salazar Herrera.

## Młode lata
Mariano Ospina był synem Tulio Ospina Vasqueza i Any Rosy Pérez, którzy pochodzili z tradycyjnych kolumbijskich rodzin. Był wnukiem byłego prezydenta Kolumbii Mariano Ospina Rodrígueza i bratankiem Pedro Nel Ospina.
Studiował w Colegio San Ignasio w Medellinie, Antioquia, mieście w którym się wychował i studiował inżynierię w Górniczej Szkole w Antioquii, po ukończeniu której uzyskał tytuł inż. górnictwa. Po ukończeniu studiów Ospina podróżował przez 2 lata, w trakcie której to podróży studiował w Luizjanie, Londynie i Paryżu.
Podjął kursy dotyczące procesu produkcji cukru z trzciny cukrowej, ekonomii, stosunków pracy, kooperatywizmu, produkcji górniczej i kolejnictwa.

## Kariera polityczna
Po powrocie do Kolumbii w 1914 roku Ospina nawiązał kontakt z liderami Kolumbijskiej Partii Konserwatywnej. W tym roku został wybrany do Rady Miejskiej Medelliny reprezentując Partię Konserwatywną.
Zasiadał w niej przez 2 kadencje do 1917 roku. Tego samego roku został wybrany na Deputowanego Antioqui. 1919 roku Ospina został mianowany na Nadinspektora Kolei Antioqui. W 1921 roku wystartował ponownie w wyborach do Zgromadzenie Antioqui zostając wybrany.Po śmierci ojca, tego samego roku, Ospina przejął jego posadę, jako dyrektor Szkoły Górniczej.
W 1922 roku jego wujek Pedro Nel Ospina został wybrany na prezydenta Kolumbii, a on sam został wybrany na Senatora Kolumbii na 4 letnią kadencję. W 1926 roku nowo wybrany prezydent Miguel Abatia mianował Ospina na Ministra Prac Publicznych, jego ministerialna kariera trwała tylko 8 miesięcy.
Pomiędzy 1930-1934 r. był dyrektorem Federaction Nacional de Kafeteros de Colombia i od wtedy uzyskał przydomek „Chombre de Los Kafeteros” (przyjaciel plantatorów kawy). Pracował na rzecz Federacji przez prawie dekadę, jednocześnie będąc liderem związku zawodowego plantatorów i senatorem.

## Kandydat na Prezydenta
W wyborach na prezydenta Kolumbii Partia Konserwatywna pokładała nadzieję w kandydaturze Laureano Gómeza. Nazwisko Ospiny zostało zasugerowane w wyborach 1946 roku w celu wykorzystania podziału, pomiędzy Jorge Eliécer Gaitán i Gabriel Turbay, mającego miejsce w Kolumbijskiej Partii Liberalnej. Trzy tygodnie przez głównym starciem Ospina Peréz mianowany został oficjalnym kandydatem Partii Konserwatywnej w wyborach prezydenckich. Ospina pokonał kandydatów Partii Liberalnej, zdobywając mniej niż 40% głosów, było to przyczyną niskiej frekwencji wyborczej.

## Prezydentura
Podczas jego prezydentury kraj stał w obliczu walki politycznej między konserwatystami, liberałami i rozwijającą się Kolumbijską Partią Komunistyczną; w Departamentach Boyaca, Narino, Norte de Santander i Santander działania komunistów skierowane przeciwko konserwatywnemu rządowi były najbardziej widoczne, związane było to z szybkim rozwojem ruchu na tych obszarach.
9 kwietnia 1948 roku lider liberałów Jorge Eliécer Gaitán startował w wyborach na prezydenta Kolumbii po raz drugi, tym razem Gaiatán zwyciężył prawybory w swojej partii i posiadał duże poparcie mas społecznych. Kiedy został zamordowany w niejasnych okolicznościach przez Juan Roa, zamęt i gniew wywołany zabójstwem Gaitána sprowokował "Bogotazo" - masowe zamieszki, które objęły całą stolicę Kolumbii Bogotę i rozprzestrzeniły się na resztę kraju by wygenerować 10 okres przemocy znany jako "La Violencia".
Po nieudanej próbie utworzenia rządu Jedności Narodowej, siły rządowe popierane przez konserwatystów rozpoczęły kampanię represji przeciwko liberałom. Ospina był poddany miażdżącej krytyce przez liberałów, szczególnie w Kongresie Narodowym gdzie w 1948 roku partia opozycyjna, próbowała go odwołać. Ale zanim zdążyli osiągnąć swój cel Ospina zamknął obrady Kongresu wywołując dekadę cywilno-militarnej dyktatury (trwającej do 1958 roku), kiedy to został utworzony Front Jedności Narodowej.

## Okres poprezydencki
W 1949 roku w samym środku konfliktu Laureano Goméz wybrany został na prezydenta Kolumbii z ramienia partii Konserwatywnej, następnie obaj liderzy Konserwatystów stali się wrogami politycznymi wywołując podział wewnątrz Partii Konserwatywnej. Ospina przewodził umiarkowanemu skrzydłu Partii Konserwatywnej, podczas gdy Laureano Goméz wspierał radykalną politykę konserwatystów. Ostatecznie Ospina poparł zamach stanu przeciwko Gomézowi, w wyniku którego nastała dyktatura wojskowa a. Rojas przydzielił Ospinie ministerstwo poczty i telegrafii (obecnie ministerstwo komunikacji).
Później, z powodu różnic w poglądach politycznych, Ospina odwołał swoje poparcie dla Rojasa wspierając tworzenie Frontu Narodowego. Ospina rozważany był jako kandydat Partii Konserwatywnej na prezydenta w wyborach w 1962 roku i 1974 roku, ale zastąpił go Misael Pastrana odbierając mu przywództwo frakcji umiarkowanych konserwatystów.

## Życie prywatne
Ożenił się z Bertha Hernández de Ospina - jedną z pierwszych kobiet, która została senatorem Kolumbii.